# Tiago PZK
Tiago Uriel Pacheco Lezcano (Monte Grande, Buenos Aires, 3 de agosto de 2001), conhecido artisticamente como Tiago PZK, é um rapper, cantor e compositor argentino. Tiago utiliza o sufixo PZK em homenagem à sua equipe de freestyle na Argentina, a Pateando Zonas Crew.

## Biografia
Tiago cresceu em Monte Grande, na região sul da área metropolitana de Buenos Aires. Mais tarde, mudou-se para o bairro Santa Isabel, junto com sua mãe e irmã.
Aos 15 anos, ele se consagrou campeão na Batalla de Maestros (BDM). Além disso, participou de outras batalhas como a God Level, Nike Battle Force, Supremacía, GoldBattle e El Quinto Escalón. Começou a ganhar notoriedade por volta de 2016 com sua participação em batalhas locais de rap na Argentina e com sua música independente intitulada "Andamo en la cima".
Em 2019, assinou contrato com a SyP Recors na Argentina e chamou a atenção do promotor de shows Phil Rodríguez, CEO da Move Concerts, um dos maiores promotores independentes da América Latina. Rodríguez contratou Tiago para a gestão e para seu novo selo, a Grand Move Records. Em 2022, ele assinou um contrato de gravação com a Warner Music Latina.
Em janeiro de 2022, ele se tornou o artista com mais músicas em primeiro lugar na lista da Billboard Argentina Hot 100, com quatro singles: "No me conocen (Remix)", "Además de Mí (Remix)", "Entre nosotros" e "Salimo de noche".

## Estilo e Influências
De acordo com a Billboard, a música de Tiago "desafia a categorização, muitas vezes transitando do R&B e até mesmo do pop para o rap; em vez de recorrer a letras explicitamente sexuais, ele tende a explorar temas de amor, perda e sua própria jornada desde os projetos habitacionais de Buenos Aires até a crescente fama". Tiago citou Daddy Yankee e Justin Bieber como suas influências musicais.